# Claire Devers
Pour les articles homonymes, voir Devers.
Claire Devers est une réalisatrice et scénariste française, née à Paris le 20 août 1955.

## Parcours
Dès son premier long métrage, Noir et Blanc (1986), qui est son projet de diplômée de l'IDHEC, Claire Devers attire l'attention du public cannois : elle se voit couronnée par la Caméra d'or. Un jeune homme blanc, comptable, s'engage dans une pratique sportive intense et finit par développer une relation masochiste avec un masseur noir. C'est l'enseignement en philosophie et esthétique qu'elle a reçu à la faculté de Vincennes qui lui ont permis de proposer un point de vue cinématographique.[Quoi ?]
Elle retourne sur la Croisette en compétition en 1989 pour présenter Chimère, avec Wadeck Stanczak et Béatrice Dalle. Sur un scénario original coécrit avec Arlette Langmann, le film montre comment le désir d'enfant peut provoquer la désagrégation d'un couple. L'accueil est cependant cette fois houleux,.
En 1992, elle enchaîne avec Max et Jérémie. Ce film, qui a rencontré un grand succès,, met en scène la complicité intergénérationnelle entre deux tueurs (incarnés par Philippe Noiret et Christophe Lambert), chacun évoluant dans ses pratiques et ses conceptions, sous l'œil intrigué d'un flic déboussolé (Jean-Pierre Marielle). 
En 1999, elle dirige Dominique Blanc et Denis Podalydès dans le téléfilm La Voleuse de Saint-Lubin. Basé sur le fait divers d'une femme qui, ayant volé de la viande pour nourrir ses enfants, se trouve acquittée en première instance, le parquet faisant appel de manière à faire en sorte qu'elle soit condamnée en deuxième instance.
Elle adapte, en 2002, au cinéma Les Marins perdus, le roman de Jean-Claude Izzo qui brosse le portrait de trois hommes sur un cargo abandonné par son armateur dans le port de Marseille. Y jouent notamment Bernard Giraudeau, Miki Manojlovic, Audrey Tautou et Marie Trintignant.
En 2006, elle retrouve Denis Podalydès et Dominique Blanc pour une adaptation d'Henry James avec Le Pendu, l'histoire d'un fantôme qui vient demander des comptes aux nouvelles générations (deux cousines héritières : Dominique Blanc et Dominique Reymond) afin qu'elles gardent vivante la tradition familiale de rébellion.
En 2009, elle réalise pour ARTE Envoyez la fracture avec Laurent Stocker et Clotilde Hesme, adapté d'un roman de Romain Slocombe dans la collection « Suite noire ». Le téléfilm narre l'histoire d'un illustrateur de romans de mauvais genre qui tire le diable par la queue ; découvrant qu'il est en possession d'un tabouret de style de grande valeur, il cherche à en tirer profit et finit spolié par le monde des marchands d'art.
En 2011, elle présente Rapace dans plusieurs festivals (FIPA 2012, Luchon 2012). Il s'agit du portrait d'un trader de la City (Grégory Gadebois) qui — depuis la crise des subprimes jusqu'à celle des dettes souveraines — ne cesse de se nourrir de toutes les opportunités pour dégager des profits.

## Filmographie

### Cinéma
- 1986 : Noir et Blanc
- 1989 : Chimère
- 1992 : Max et Jérémie
- 2003 : Les Marins perdus
- 2019 : Pauvre Georges !

### Télévision
- 1995 : Le Crime de monsieur Stil
- 1996 : Mylène
- 1999 : La Voleuse de Saint-Lubin
- 2007 : Le Pendu
- 2009 : Envoyez la fracture, coll. « Suite noire »
- 2012 : Rapace

## Distinctions

### Au cinéma
- Pour Noir et Blanc :
  - Grand prix du festival de Belfort 1985
  - Prix du jury au festival de Grenoble 1985
  - Caméra d'or et prix Perspective du cinéma français au festival de Cannes 1986
  - Grand prix du festival du film de Turin 1986
- Pour Chimère :
  - Sélection officielle du festival de Cannes 1989
- Pour Max et Jérémie :
  - Sélection Unifrance du festival du film de Sarasota 1992
- Pour Les Marins perdus :
  - Sélection du festival international du film de Locarno 2003

### À la télévision
- Pour Le Crime de M. Stil :
  - Prix d’interprétation féminine (Jeanne Balibar), prix d’interprétation masculine (Bernard Verley) et prix du meilleur scénario aux Rencontres internationales de télévision de Reims 1997
- Pour La Voleuse de Saint-Lubin :
  - Sélection à la Mostra de Venise 2000
  - Sélection à la Berlinale 2001
  - Sélection au festival international du film de San Francisco 2001
  - Prix de la meilleure fiction aux Rencontres internationales de télévision de Reims 2001
- Pour Le Pendu :
  - Présenté hors compétition au festival de la fiction TV de La Rochelle 2007
  - Prix de la meilleure adaptation télévisuelle au Forum international cinéma et littérature de Monaco 2008
- Pour Rapace :
  - Sélection au FIPA 2012
  - Sélection au festival des créations télévisuelles de Luchon 2012